# Megachile speluncarum
Megachile speluncarum là một loài Hymenoptera trong họ Megachilidae. Loài này được Meade-Waldo mô tả khoa học năm 1915.

## Hình ảnh

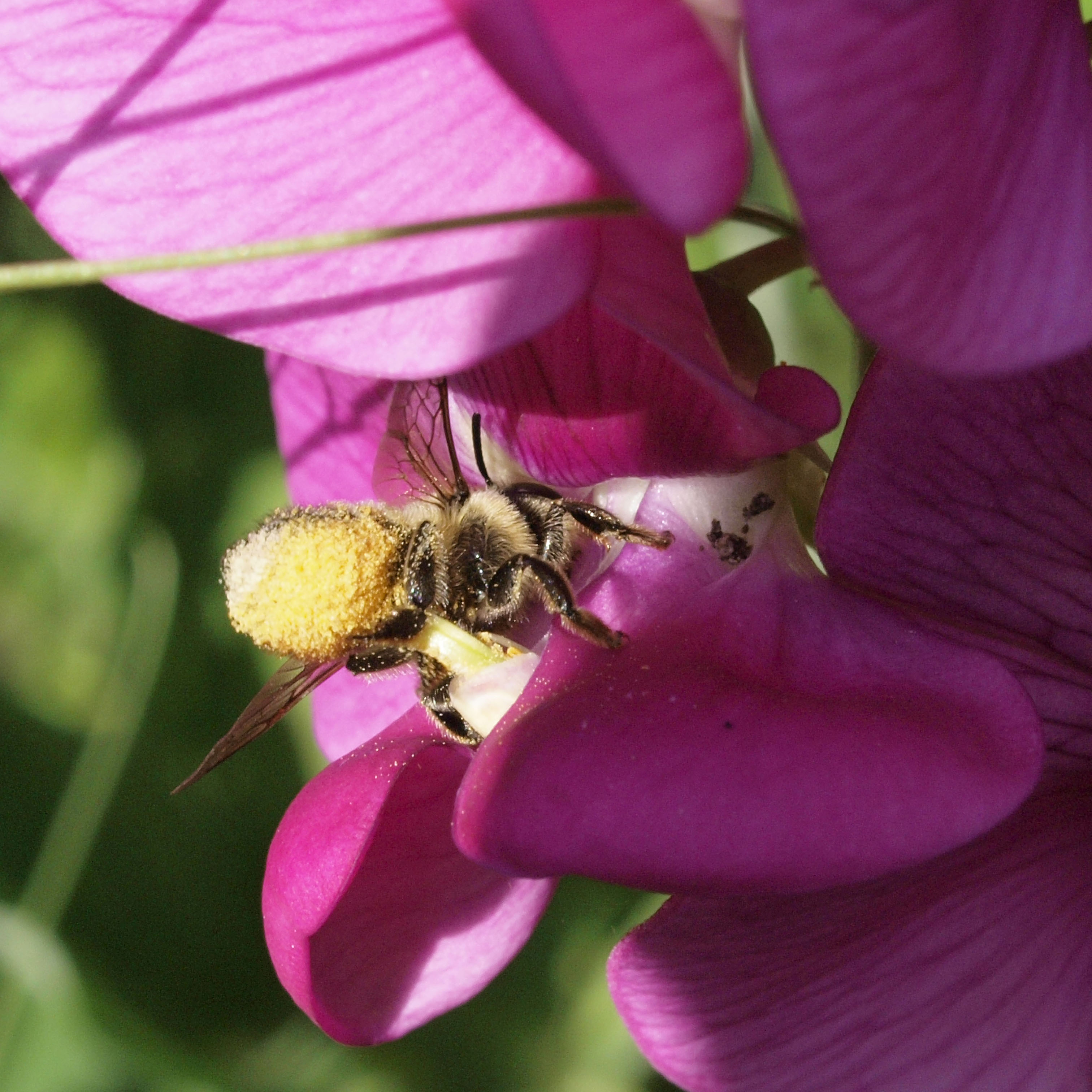
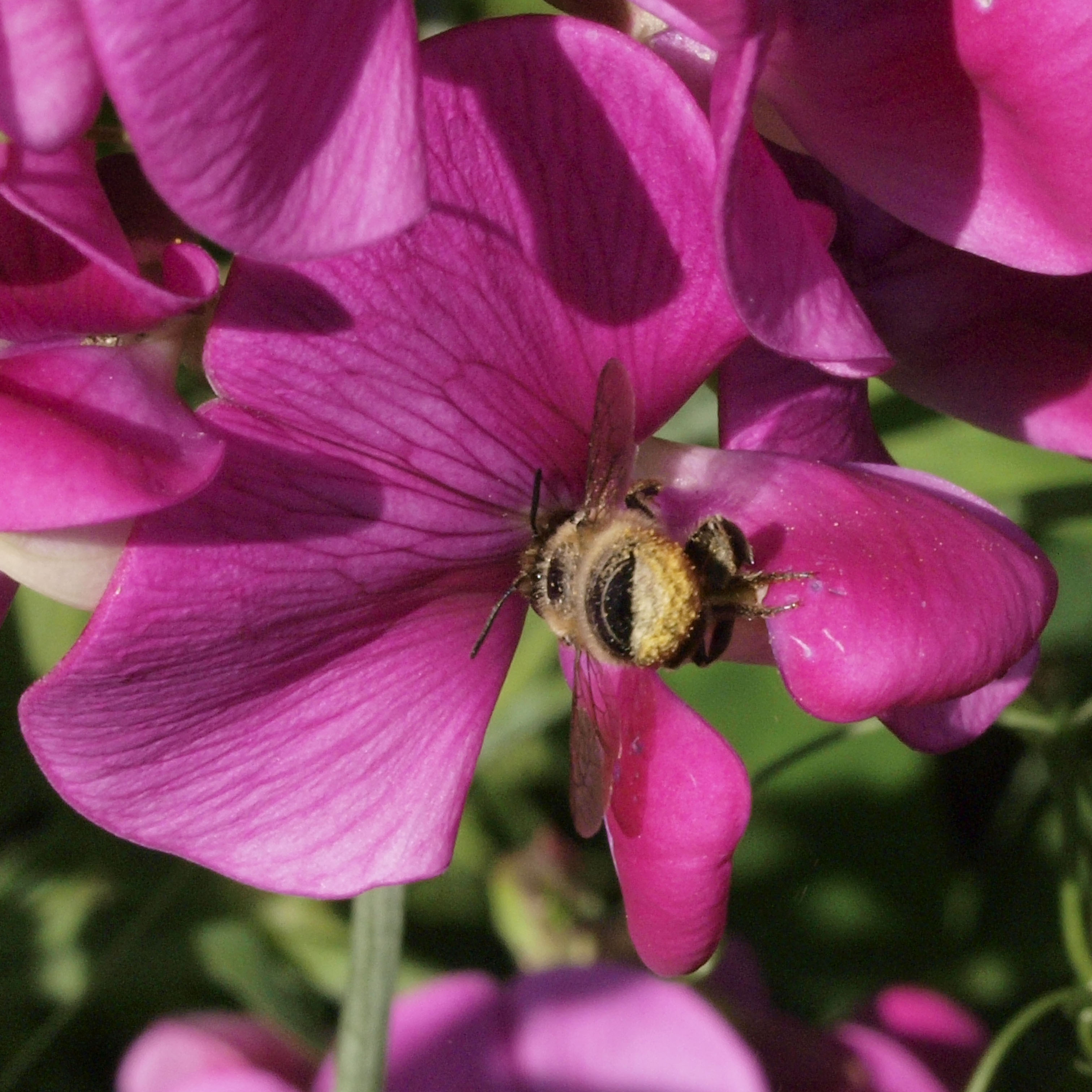